# Tmux
tmux (ang. terminal multiplexer) – multiplekser terminali, będący częścią systemu OpenBSD. Został zaprojektowany jako alternatywa dla GNU Screen.

## Główne cechy
- architektura klient-serwer,
- wsparcie dla UTF-8,
- mechanizm kopiuj-wklej z wieloma buforami,
- okna wewnątrz programu mogą być dowolnie przesuwane i skalowane,
- rozbudowany, dobrze udokumentowany interfejs skryptowy – praktycznie wszystkie komendy można wydawać spoza programu.